# 沃克 (路易斯安那州)
沃克（英語：Walker），是美国路易斯安那州下属的一座城市。根据2010年美国人口普查，该市有人口6,138人。建置上，属于“town”。